# Belém (distrito de São Paulo)
Belém é um distrito situado na região central do município de São Paulo, a leste do chamado centro histórico da capital. Apesar de sua posição geográfica, pertence à região administrativa do Sudeste do município, visto que o distrito integra a Subprefeitura da Mooca.
Tem uma superfície de 6 km². Parte dele é localizado sobre um morro. A região é banhada pelo rio Tietê, o maior rio de São Paulo, que está sob processo de despoluição. Havia muitas fazendas e chácaras na região antes da urbanização do distrito.
Trata-se de uma localidade marcante para a história do município, pois no último quarto do século XIX, juntamente com os distritos limítrofes do Brás e da Mooca, experimentou o início da industrialização paulista (fábricas de tecido e vidro foram características do distrito).
O Belém abriga um marco importante de São Paulo e do próprio país: a Vila Maria Zélia, a primeira vila de operários do Brasil. Idealizada pelo industrial Jorge Luis Street, a vila era uma continuação da sua indústria, oferecendo condições dignas de moradia aos operários que lá trabalhavam. Além de Street, a evolução do distrito na época da industrialização da cidade foi também bastante marcada pela atuação das instalações fabris dos imigrantes Simeon Boyes e Francesco Matarazzo.
Sua população cresceu de 45.057 para 55.785 habitantes, conforme dados respectivos de 2010 e 2022.
O distrito possui uma unidade do SESC e abriga o Parque Estadual do Belém.

## Demografia
Evolução demográfica do distrito do Belém

## Transporte
O distrito é atendido pela Estação Belém, da Linha 3-Vermelha do Metrô. Dentro do distrito, também está prevista a construção da futura estação Catumbi da Linha 19-Celeste.

## Limites
- Norte: Rio Tietê
- Leste: Ponte do Tatuapé e Avenida Salim Farah Maluf
- Sul: Rua Florindo Brás, Avenida Álvaro Ramos, Rua Itamaracá, Rua Siqueira Bueno e Linha 3 do Metrô de São Paulo
- Oeste: Viaduto e Rua Bresser, Rua Santa Rita e Rua Paulo Andreghetti

## Distritos limítrofes
- Vila Guilherme e Vila Maria (Norte)
- Tatuapé (Leste)
- Água Rasa e Mooca (Sul)
- Brás e Pari (Oeste)

## Bairros

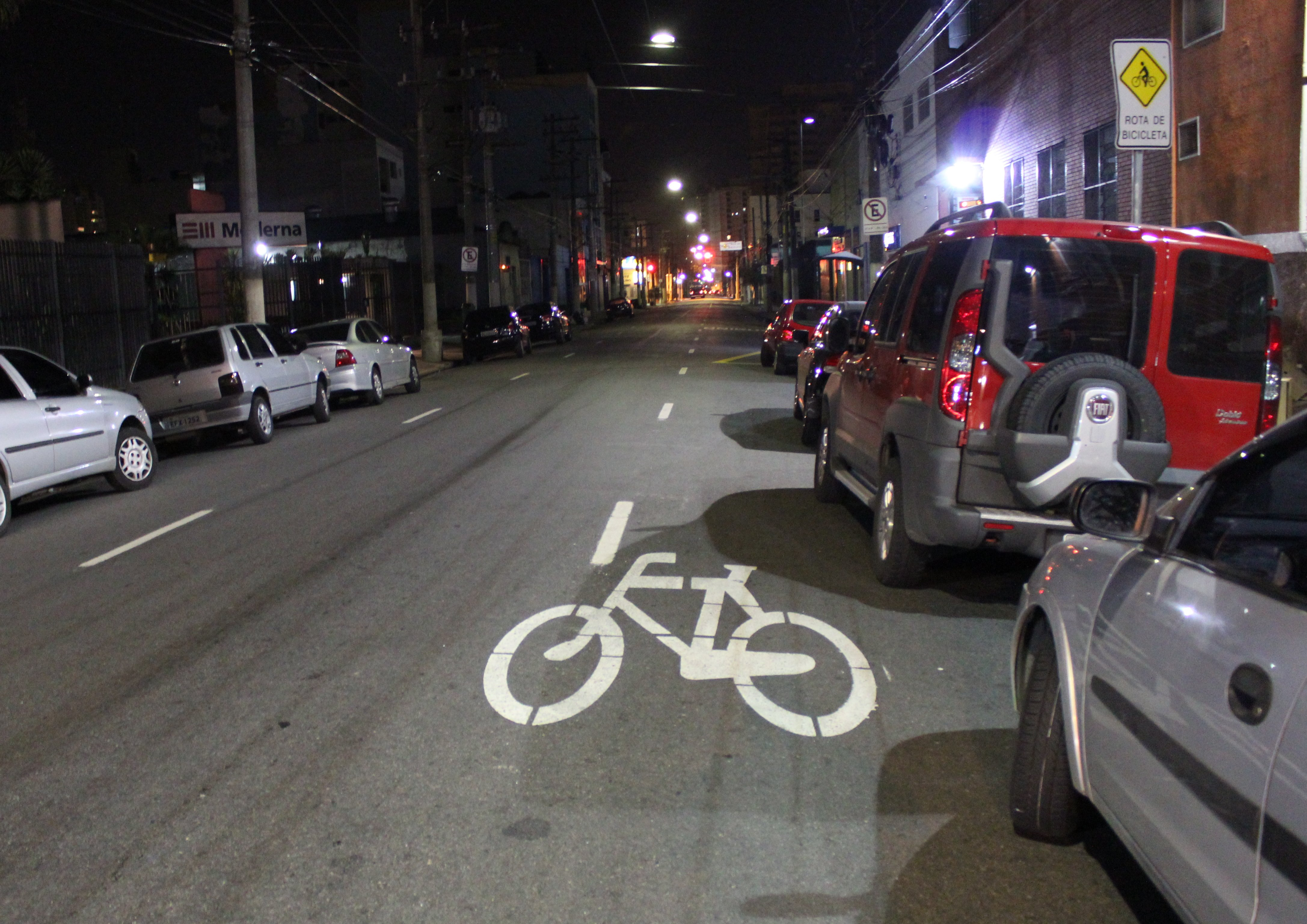
Uma rua do distrito

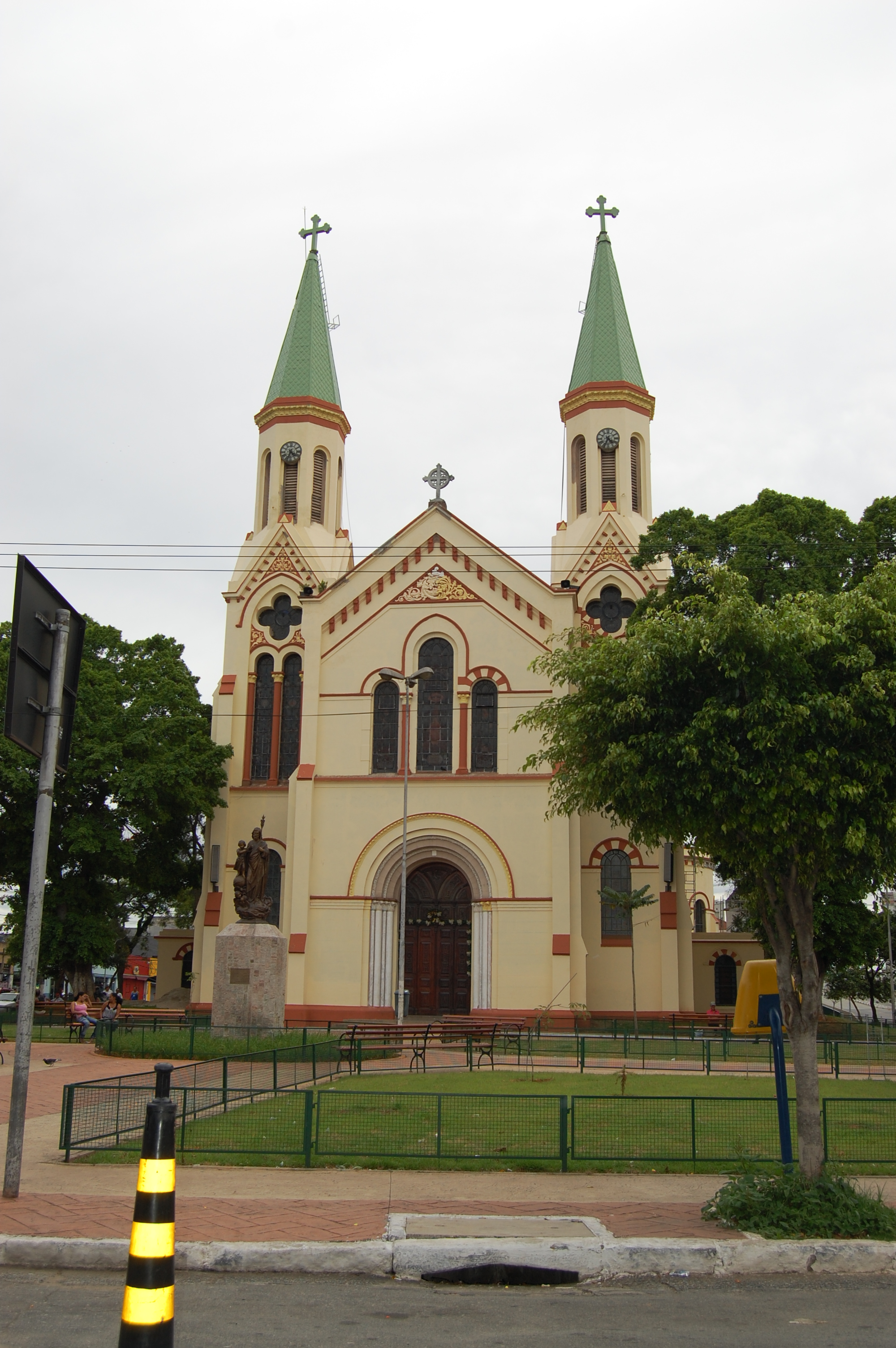
Largo São José do Belém - centro do distrito

- Belenzinho
- Catumbi
- Chácara Tatuapé
- Quarta Parada
- Vila Maria Zélia